# پسران پرواز
پسران پرواز عنوان فیلمی است به کارگردانی تونی بیل و با بازی مارتین هندرسون، جیمز فرانکو و جنیفر دکر محصول کشور آمریکا در سال ۲۰۰۶ می‌باشد.
در اواسط دهه ۹۰، داستان‌هایی که تونی بیل ترجیح می‌داد آن‌ها را بسازد در مقابل فیلم‌های پرفروش و پرهزینه‌ای که در آن زمان در هالیوود ساخته می‌شدند مشکلاتی داشتند اما یک دهه بعد ترکیبی از هر دو سبک بیل را به پرده بزرگ سینما بازگرداند. فیلم پسران پرواز ۶۰ میلیون دلاری هفتمین فیلم سینمایی بیل تغییر دیگری به توصیف کاری وی اضافه کرد: کارگردان اکشن.
این فیلم جمعه ۲۴ دی ۱۳۸۹ ساعت ۲۳ از شبکه دو تلویزیون ایران پخش شد.

## خلاصه داستان
در سال ۱۹۱۴، جنگ جهانی اول در اروپا آغاز شد. در سال ۱۹۱۷، نیروهای ارتش فرانسه، انگلیس، ایتالیا و دیگر کشورها در مقابل نیروی ویرانگر آلمانی‌ها در وضعیت بدی قرار داشتند. برخی از جوانان نوع دوست آمریکا مخالف جنگ بودند. آن‌ها داوطلب جنگ در کنار هم قطارانشان در فرانسه شدند؛ برخی وارد پیاده‌نظام شدند و تعدادی به بخش آمبولانس نظامی ملحق شدند و این در حالی بود که آمریکا هنوز وارد جنگ نشده بود. گروه دیگری از جوانان نظر دیگری داشتند. آن‌ها تصمیم گرفتند پرواز بیاموزند. اولین گروه آن‌ها اسکادرانی متشکل از ۳۸ نفر به نام «فایت اسکادریل» بود. این فیلم داستان این اسکادران و اعضای آن است. «بلین رولینگز» (جیمز فرانکو) که مجبور شد مزرعه پدری اش را رها کند، آینده خویش را در ثبت تاریخی ماجراهای خلبانان جوان در فرانسه به صورت فیلم خبری یافت. در ایستگاه راه‌آهن کوچکی در حومه نبراسکا، «ویلیام نیسن» (فیلیپ وینچستر) به خانواده اش قول می‌دهد تا مایه غرور آن‌ها شود. در نیویورک، بریگزلوری (تایلور لباین) لوس در راه عبور از آتلانتیک است. علاوه بر این بوکسور مهاجر سیاه‌پوست، «یوجین اسکینر» (عبدالثالث)، در فرانسه قسم می‌خورد تا دین خود را به کشور مهاجرپذیر خویش بپردازد. این پسران آمریکایی به اتفاق هم در حالی به فرودگاه فرانسه می‌رسند که شدیداً مشتاق فراگیری پرواز هستند. چیزی که آن‌ها متوجه نبودند این بود که آن‌ها در حال آغاز ماجرایی عظیم و رؤیایی بودند و قرار بود اولین خلبان‌های جنگی دنیا شوند. در فرانسه آن‌ها تحت تعلیم و آموزش خلبانی قرار می‌گیرند و پس مدتی عملیات‌هایی را انجام می‌دهند. رونیلز (جیمز فرانکو) که یکی از خلبان‌های موفق جنگ‌های هوایی می‌باشد پس از یک سانحه با دختری به نام لوسین (جنیفر دکر) آشنا می‌شود و…